# Портрет Георга Гизе
«Портрет Георга Гизе» (также «Портрет купца Георга Гизе») (англ. Portrait of Georg Giese) — портрет работы Ганса Гольбейна Младшего 1532 года, который находится в Берлинской картинной галерее. Это первая картина из серии портретов богатых немецких ганзейских купцов, живших в Лондоне, выполненных Гольбейном в 1530-х годах.
Портрет изображает данцигского купца Георга Гизе (Гиссе, Гисце). Немецкий торговец достиг среднего возраста и находится в расцвете сил и коммерческого благополучия. Он демонстрирует успешность своих торговых дел, о чём свидетельствуют предметы его кабинета, дорогая одежда, непринуждённая поза и спокойное, уверенное выражение лица. На картине присутствует ряд детально прорисованных предметов, характеризующих быт и сферу деятельности купца. Так, на ней представлены деньги, печать, чернильницы, весы, шкатулки, документы и прочие элементы, мастерски изображенные живописцем. В портрете купца Георга Гизе художник в полной мере раскрыл свои творческие способности и талант.
Картина стала первой крупной работой Ганса Гольбейна младшего в начале его второго возвращения в Лондон, до присвоения ему статуса придворного живописца короля Генриха VIII.

## Предыстория

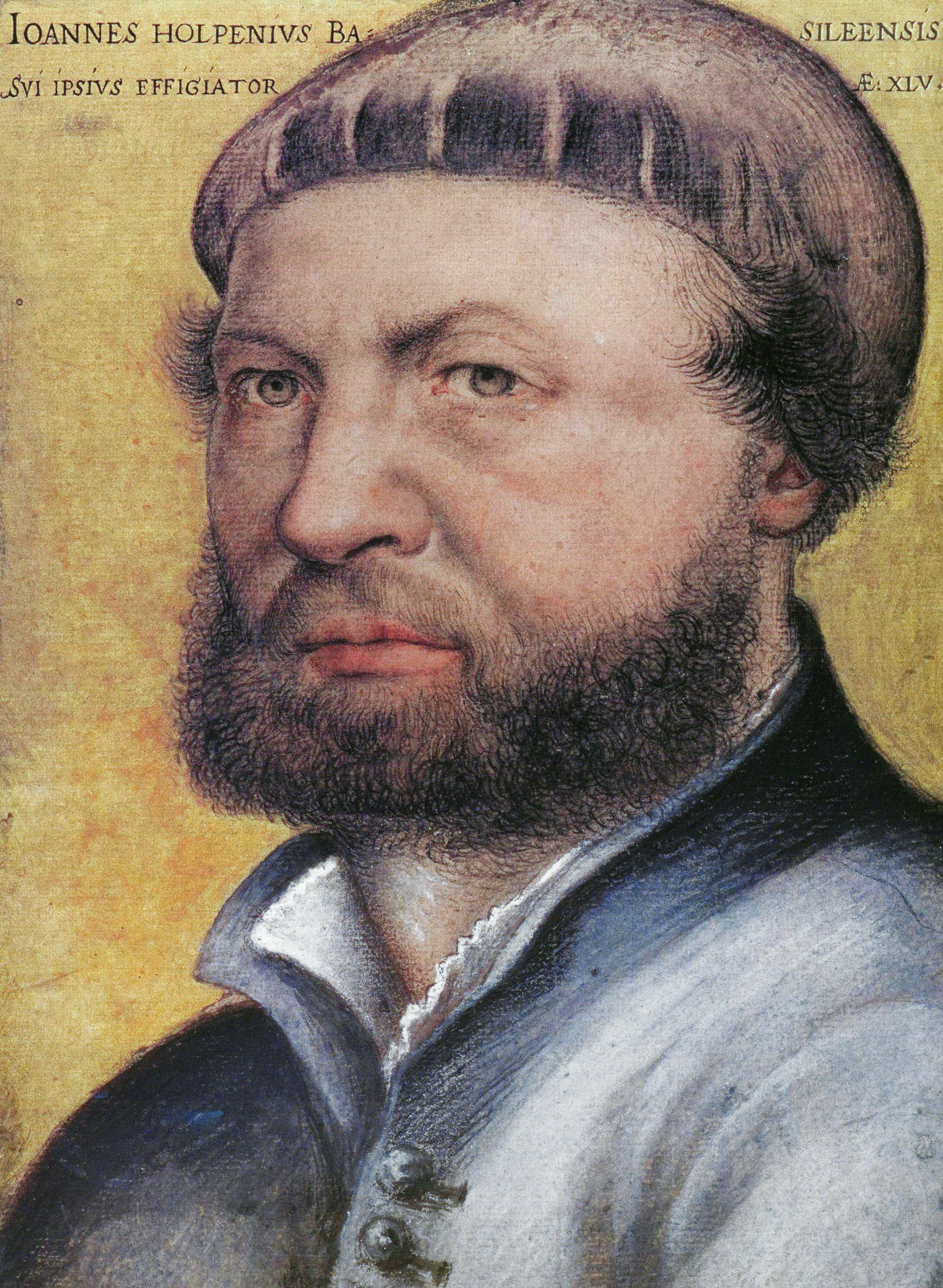
Автопортрет Ганса Гольбейна (Младшего), ок. 1542 года

В 1530-х годах художнику Гансу Гольбейну Младшему было заказано написать портреты богатых членов ганзейских купеческих семей, которые размещались в своих конторах в лондонском Стальном дворе (англ. Steelyard). Ганс Гольбейн-младший создал серию из восьми портретов немецких торговцев, работавших в Стальном дворе. На этих портретах в 1532 году были запечатлены купцы Георг Гизе из Данцига (картина с ним стала первой в серии), Ганс Антверпенский и Герман Ведиг. Портреты Хиллебранта Ведига из Кёльна, неизвестного члена семьи Ведигов, Дирка Тайбиса из Дуйсбурга, Кириака Кале и Дерика Борна были написаны в 1533 году. Купец Дерик Берк был написан в 1536 году. Портреты свидетельствовали о всё возрастающем значении зарождающегося купеческого сословия в Северной Европе.
Георг Гизе, один из младших сыновей Альбрехта Гизе и его жены Элизабет Лангенбек, родился в Данциге в 1497 году. Его предки по отцовской линии были богатыми купцами, эмигрировавшими из Кёльна в 1430-х годах. Отец был мэром Данцига, дядя его матери также был мэром Данцига. У Георга было как минимум шесть старших братьев и сестёр. Тидеманн Гизе, ставший епископом Кульма, был старшим братом Георга. Документальные источники предполагают, что Георг Гизе работал в лондонском отделении семьи в 1520-х и 1530-х годах не менее двенадцати лет.
У семьи Гизе было своё торговое дело в Лондоне, важнейшем центре европейской торговли, не входящим в Ганзейский союз. Семейный бизнес немецких купцов Гизе располагался в Стальном дворе, лондонском отделении Ганзы, и был частью анклава, где собирались и жили ганзейские и немецкие купцы. Многие торговцы были выходцами из Данцига. В 1520-х и 1530-х годах Георг Гизе представлял интересы своей семьи в Англии.
Возможно, изначально он помогал старшему брату Фрэнсису. В то время, когда портрет был им заказан, по мнению исследователей творчества Гольбейна, торговец был уже помолвлен. В 1532 году, в возрасте около 34 лет, Гизе заказал портрет, который, по мнению искусствоведов, предназначался для подарка его невесте. Через три года после того, как портрет был закончен, он вернулся в свой родной город Данциг, чтобы жениться на Кристине Крюгер, дочери известного данцигского купца Тидеманна Крюгера и внучке мэра Торна. Георг Гизе женился на Кристине Крюгер в Данциге в 1535 году. У них было десять детей. Георг Гизе умер в феврале 1562 года.
Портрет получил признание и известность за мастерски проработанные декор и предметы, которые окружают Георга Гизе в его лондонской конторе, внимание к деталям. Одежда и интерьер наглядно свидетельствуют о богатстве и высоком статусе Георга Гизе как члена набирающего силу купеческого сословия.

Серия портретов ганзейских торговцев Стального двора
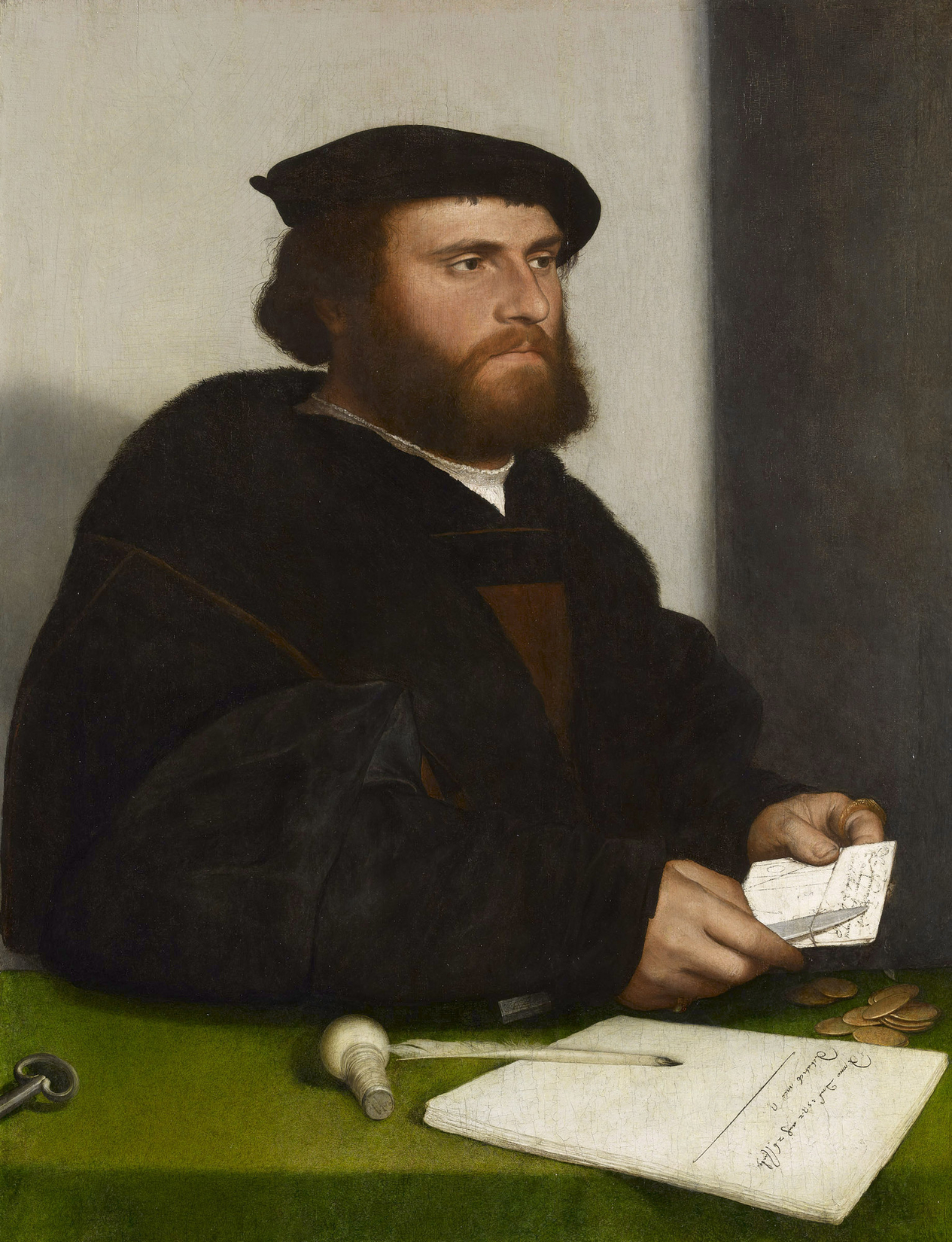
Ганс Антверпенский[англ.]
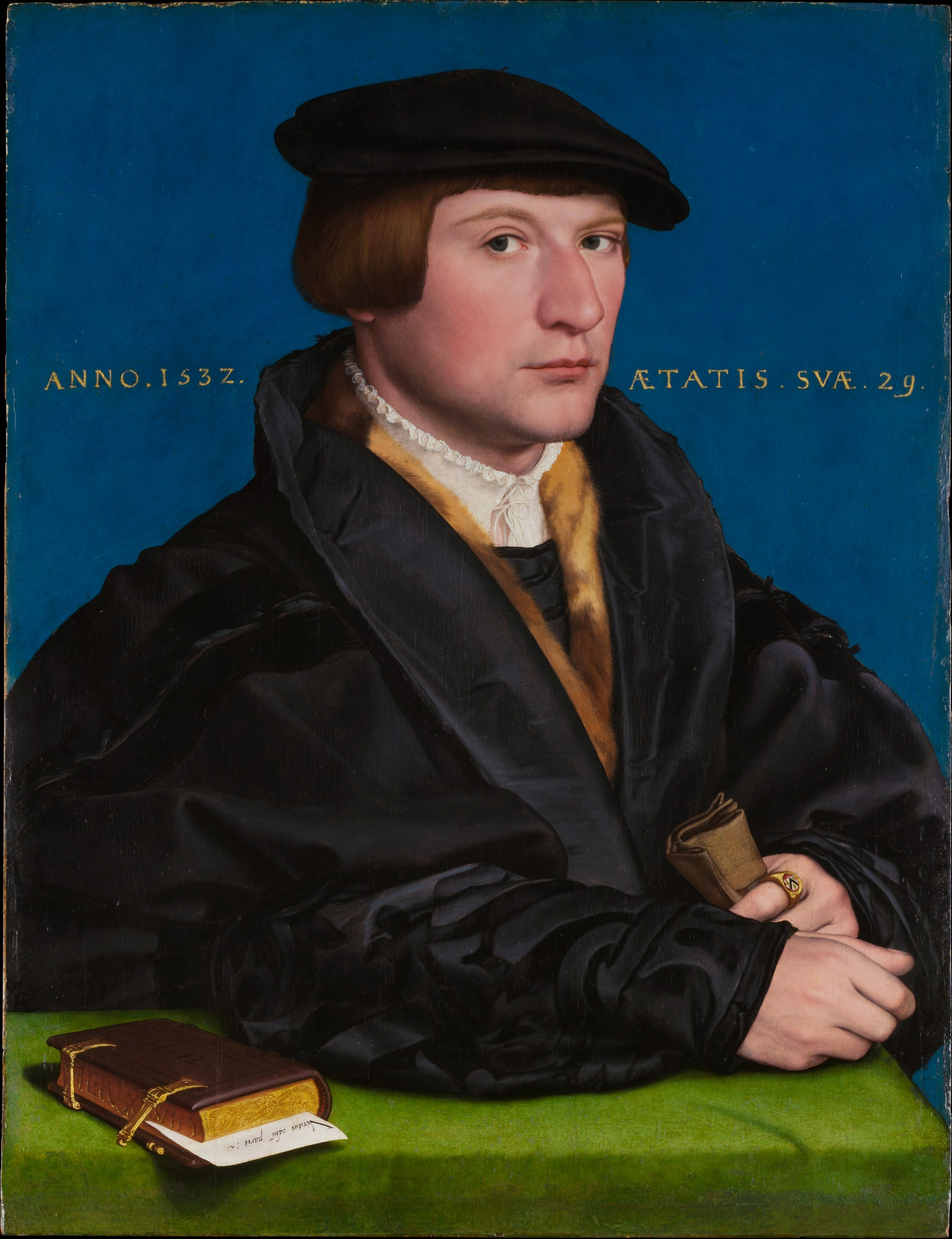
Герман Ведиг
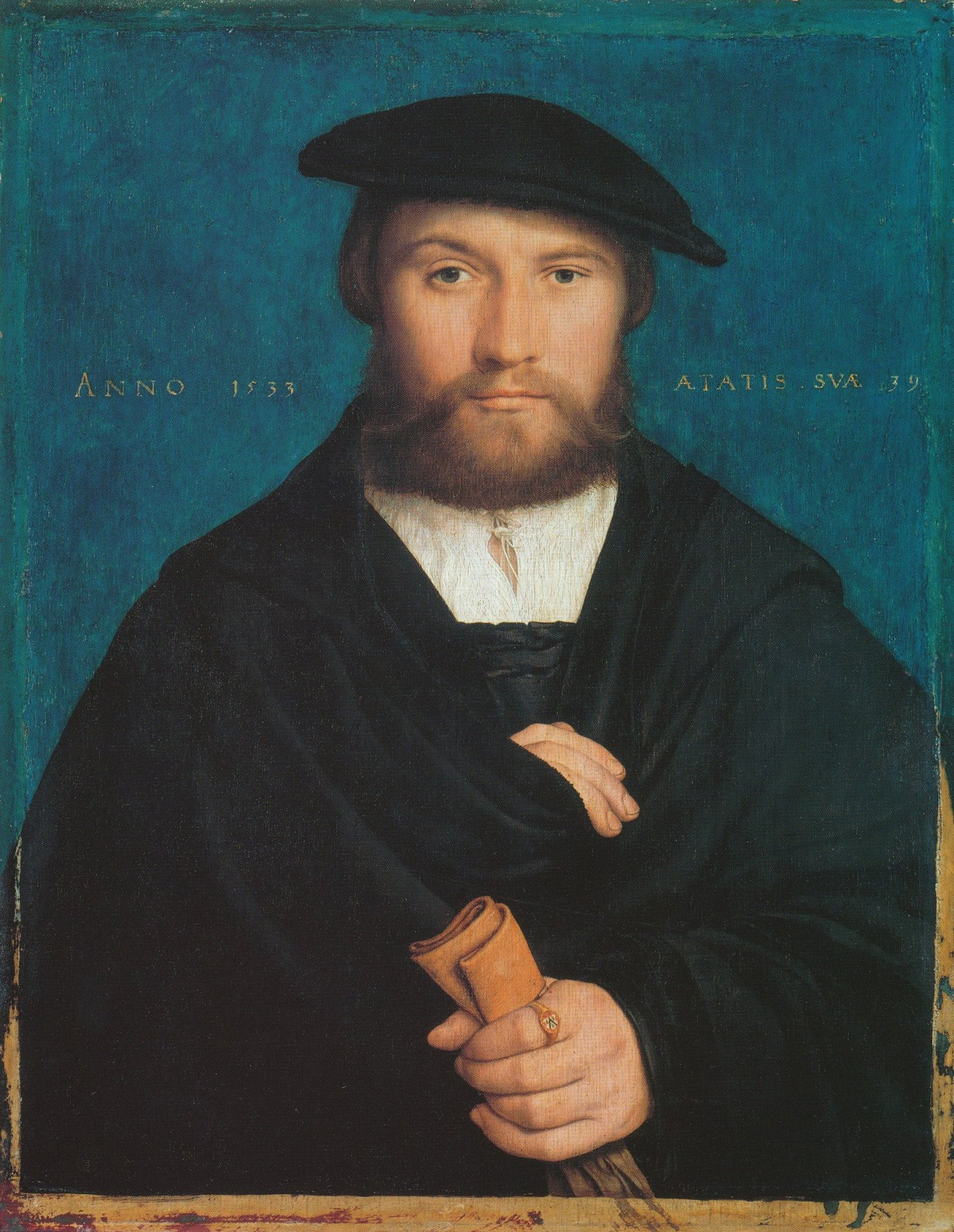
Хиллебрант Ведиг
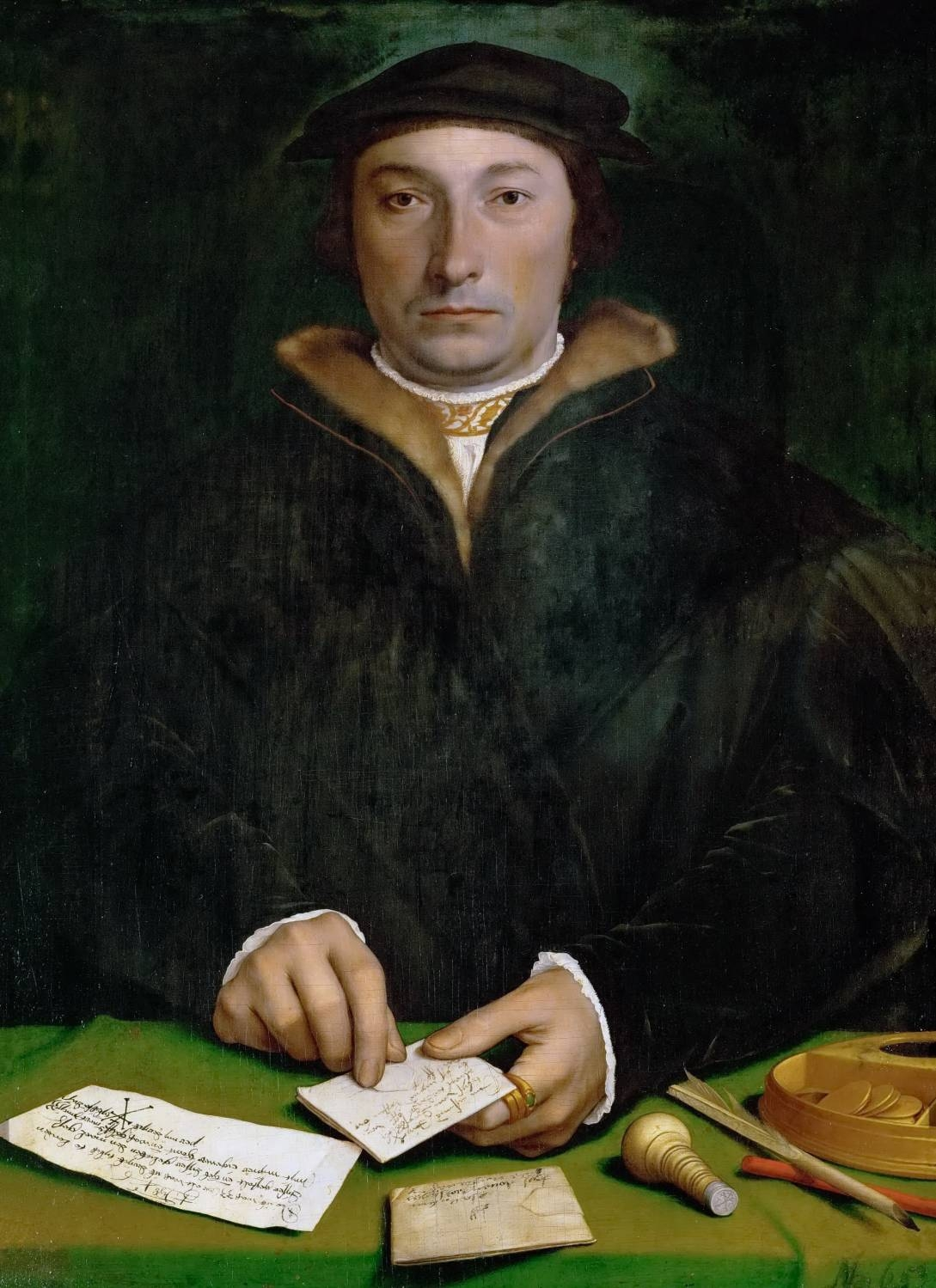
Дирк Тайбис
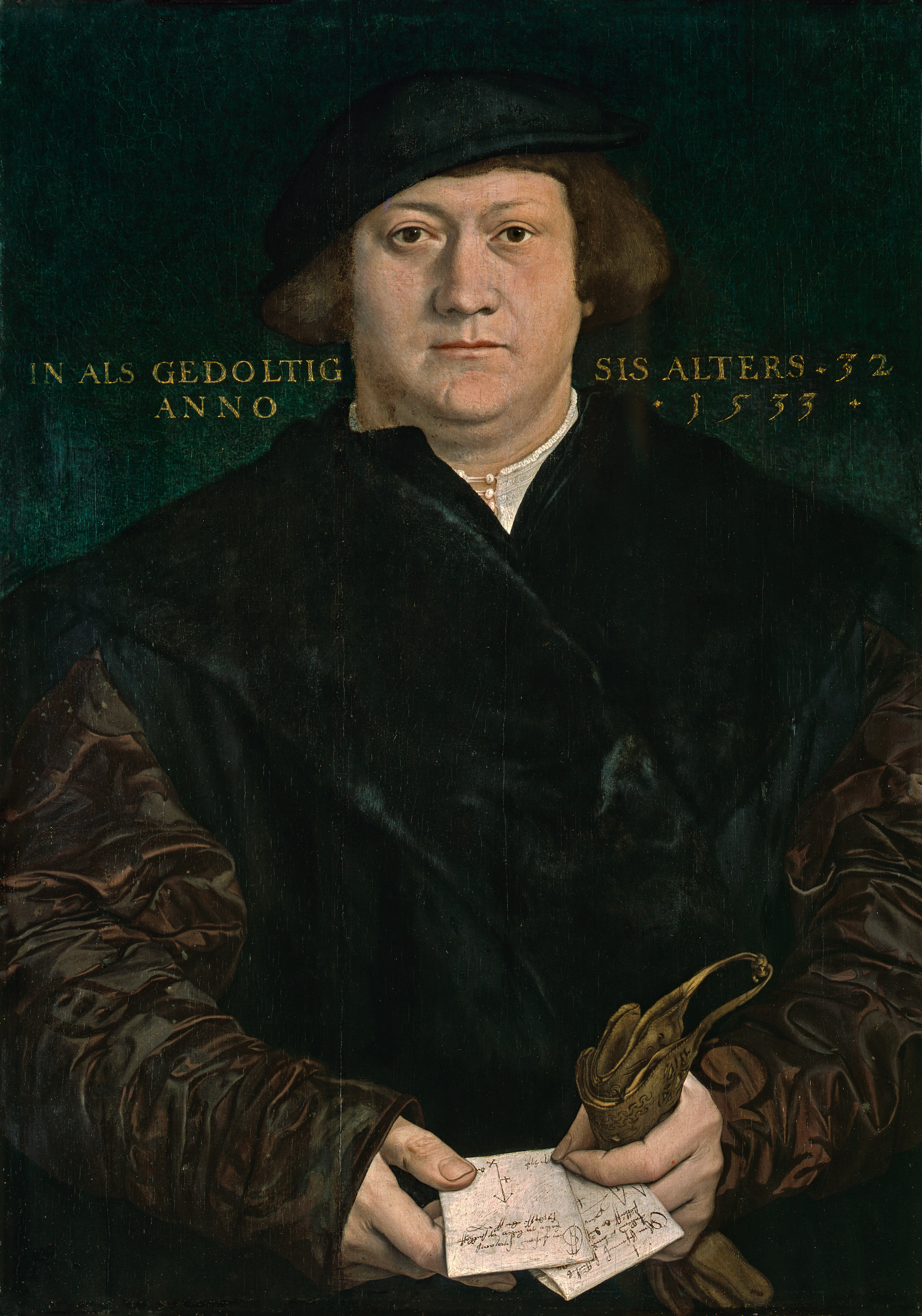
Кириак Кале
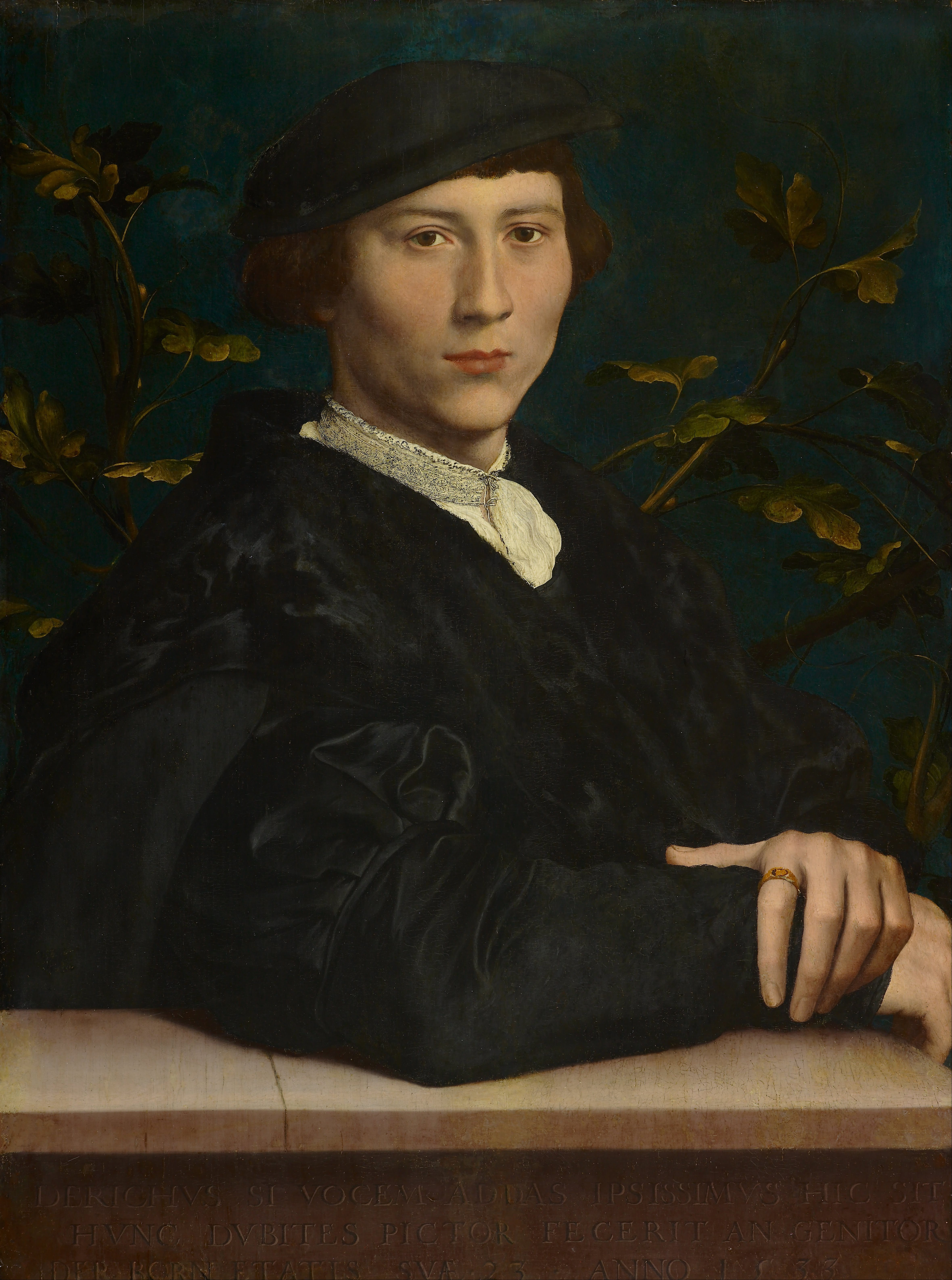
Дерик Борн
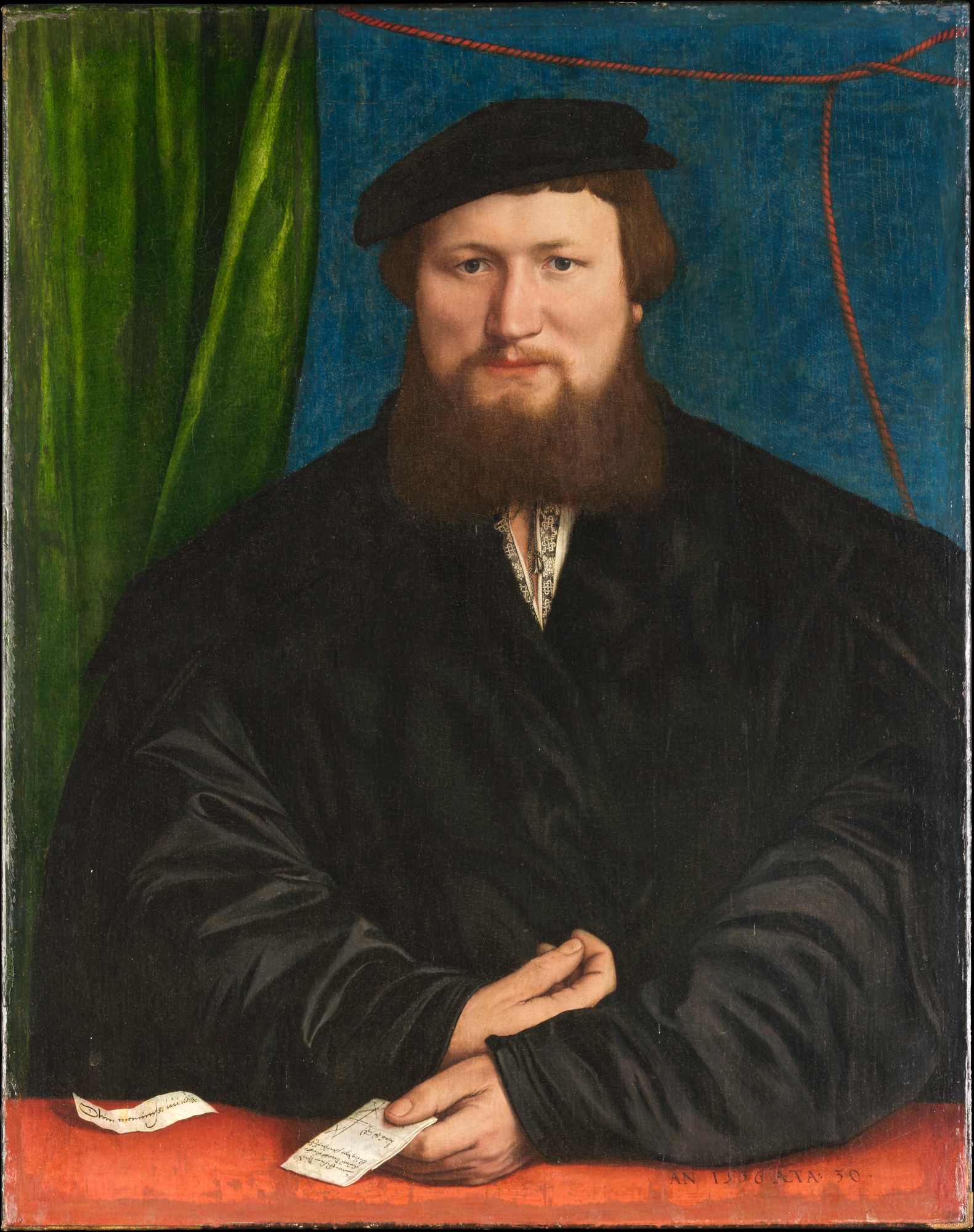
Дерик Берк

## Описание

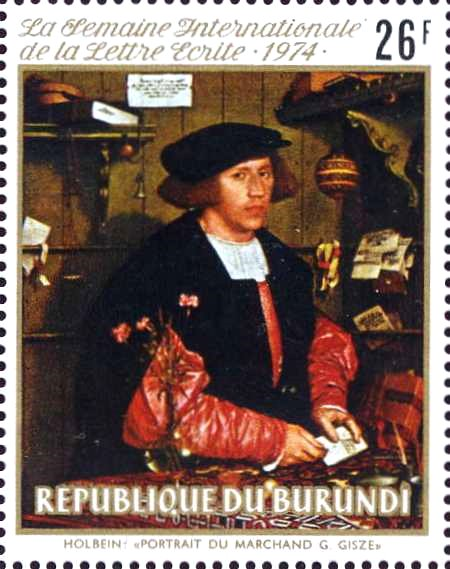
«Портрет Георга Гизе» на марке Бурунди, 1974 год

Данцигский купец Георг Гизе показан среди атрибутов и предметов, характерных для состоятельного торговца: денег, бухгалтерской книги, писчих перьев, печати, чернильниц, весов, ящиков, ножниц, ключей и т. п.
Георг Гизе внимательно и спокойно смотрит на зрителя в обстановке богатой конторы, насыщенной предметами, помогающими вести бизнес. При исследовании картины её просвечивали рентгеновскими лучами и обнаружили, что в первоначальных набросках Гольбейн намеревался изобразить голову торговца в анфас, но впоследствии повернул её в положение 3/4, оставив взгляд направленным на зрителя.
Купец изображён стоящим в своей конторе, за столом, накрытым богато вышитой арабской скатертью. Это так называемый ковёр Гольбейна, в разных вариантах присутствующий на многих картинах художника. Среди многих предметов на столе, которые иллюстрируют ремесло Георга Гизе, есть ваза из венецианского стекла с гвоздиками, имеющими особое значение для невесты купца. В то время на языке символов гвоздики были знаком обручения, помолвки.
С полки в правом верхнем углу свисают несколько ключей, перстни с печатками и сферический контейнер. На столе размещена оловянная письменная подставка с гусиными перьями, чернилами, песком, восковыми дисками и сургучом. Рядом лежат ножницы, перстень и печать. У края стола, точно по центру переднего плана, стоят маленькие настольные часы, которые — помимо того, что сами по себе демонстрируют, что их владелец является состоятельным человеком — вместе с хрупкой стеклянной вазой и недолговечными цветами напоминают о быстротечности времени, изменчивости торговой фортуны.

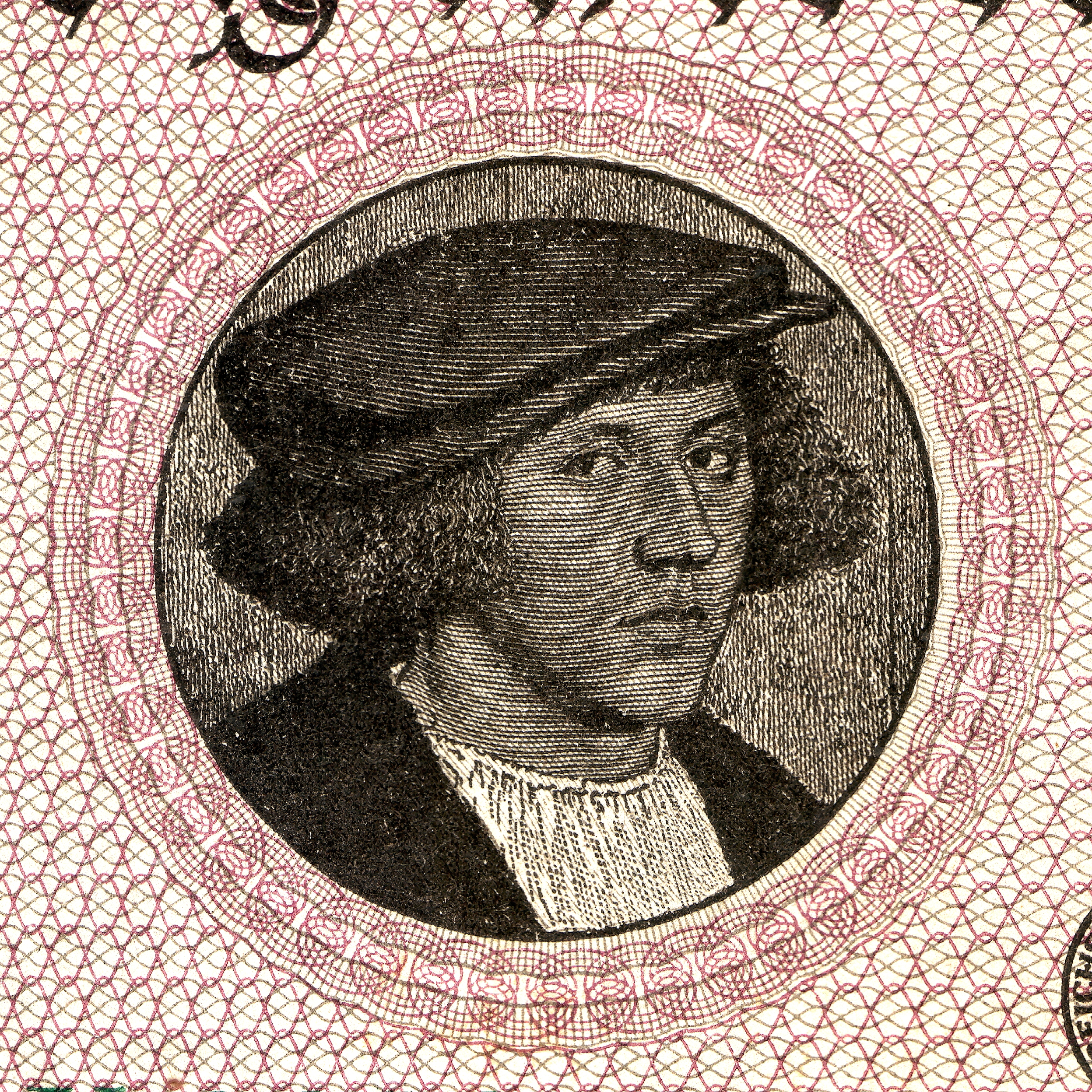
Часть аверса 100 000-й бумажной марки Веймарской республики, 1923 год

Имя Георга Гизе несколько раз встречается на прикреплённых к стене документах и на тех деловых бумагах, что лежат на столе. На них художник воспроизвёл различные фрагменты корреспонденции от других купеческих семей Северной Европы, которые пишут купцу на разных диалектах немецкого и даже на разных языках. Эти письма указывают на установленную купцом сеть развитых торговых связей. В письмах используются разные варианты написания имени Георга Гизе: «Georg Gisze», «Georg Giese» и «Georg Gyse». Из письма в руке купца видно, что это его переписка с братом в Германии на средненижненемецком языке, начинающаяся со слов: нем. Dem Erszamen/Jorgen gisze to lunden/in engelant mynem/broder to handen («Вручить моему брату достопочтенному Йоргену Гизе в Лондоне в Англии»).
Слева на столе расположена семейная печать Гизе. Коллекция торговых знаков на печатях показывает, что перед нами важный член ганзейского союза и успешный торговец.
Над левым бедром купца видно хрустальное навершие ручки холодного оружия. Никакого оружия нет на других портретах купцов работы Гольбейна. Кинжал или шпагу Гизе оставил при себе, чтобы, судя по всему, обозначить своё благородное, дворянское происхождение. Несмотря на торговую профессию Георга Гизе, он был возведён в дворянское звание в 1519 году королём Сигизмундом I.
У головы торговца слева начертан девиз купцов Гизе: «лат. Nulla sine merere voluptas» (Не бывает благополучия (счастья) без печали). Рядом с девизом нарисованы весы. По словам историка искусства Стефани Бак, это метафоричное соседство говорит о том, что «кажущийся великолепным мир богатого купца Гизе, таким образом, отнюдь не так прочен и стабилен, как кажется на первый взгляд».

## Провенанс
Картина находилась в коллекции герцога Орлеанского в 1727 году и числилась в её инвентарных списках до 1788 года. В 1793 году коллекция была выставлена на аукцион в лондонской Королевской академии художеств. Швейцарский издатель и гравёр по меди Кристиан фон Мехель приобрел картину и тщетно пытался убедить Базельскую библиотеку купить её. Около двадцати лет картина оставалась в Швейцарии, не находя покупателя, пока английский торговец Эдвард Солли не приобрел её по очень низкой цене. В 1821 году шедевр попал в Берлинскую картинную галерею вместе с остальной частью коллекции Эдварда Солли.

## Детали

Букет гвоздик, рукав
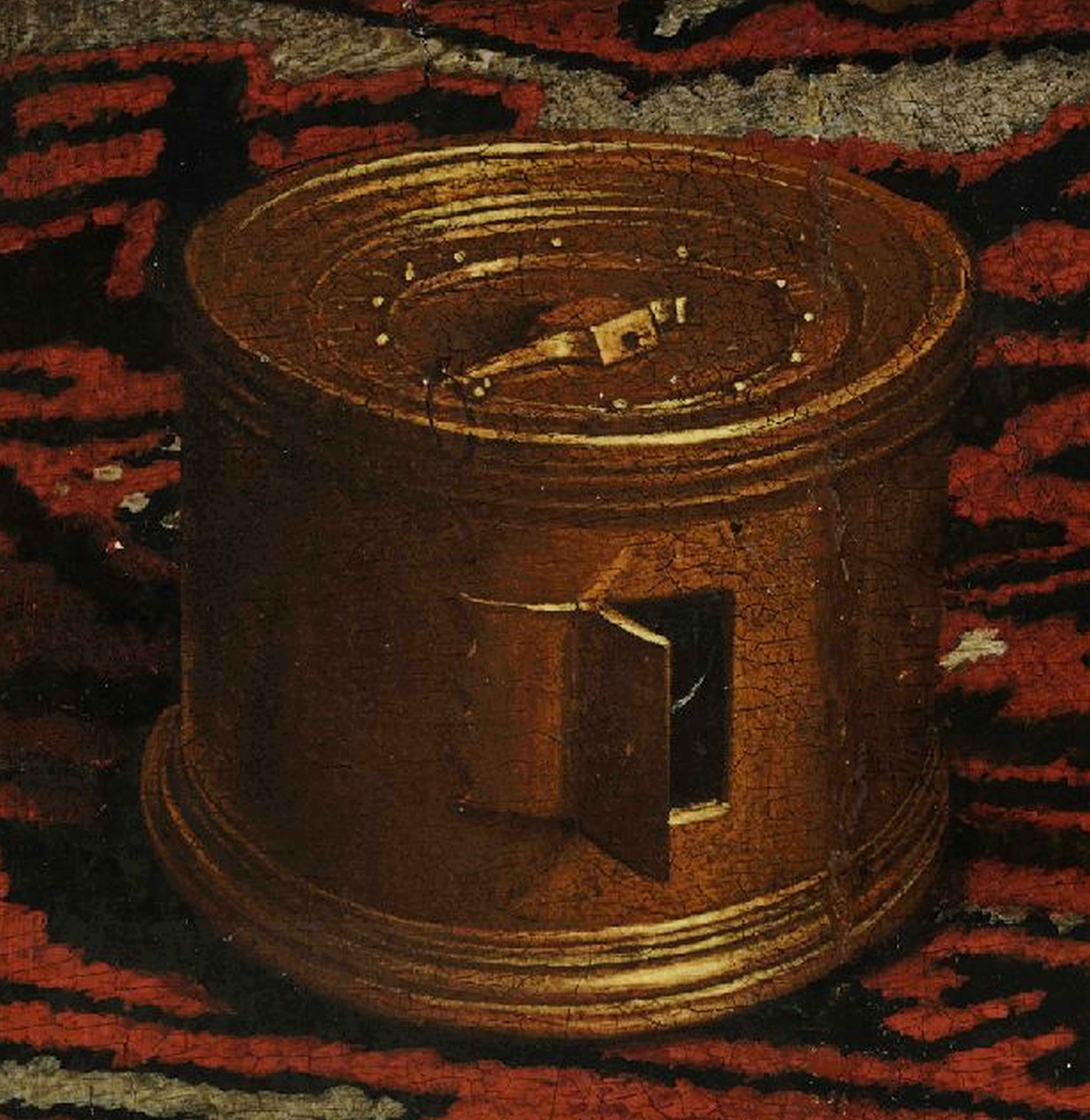
Заводные часы
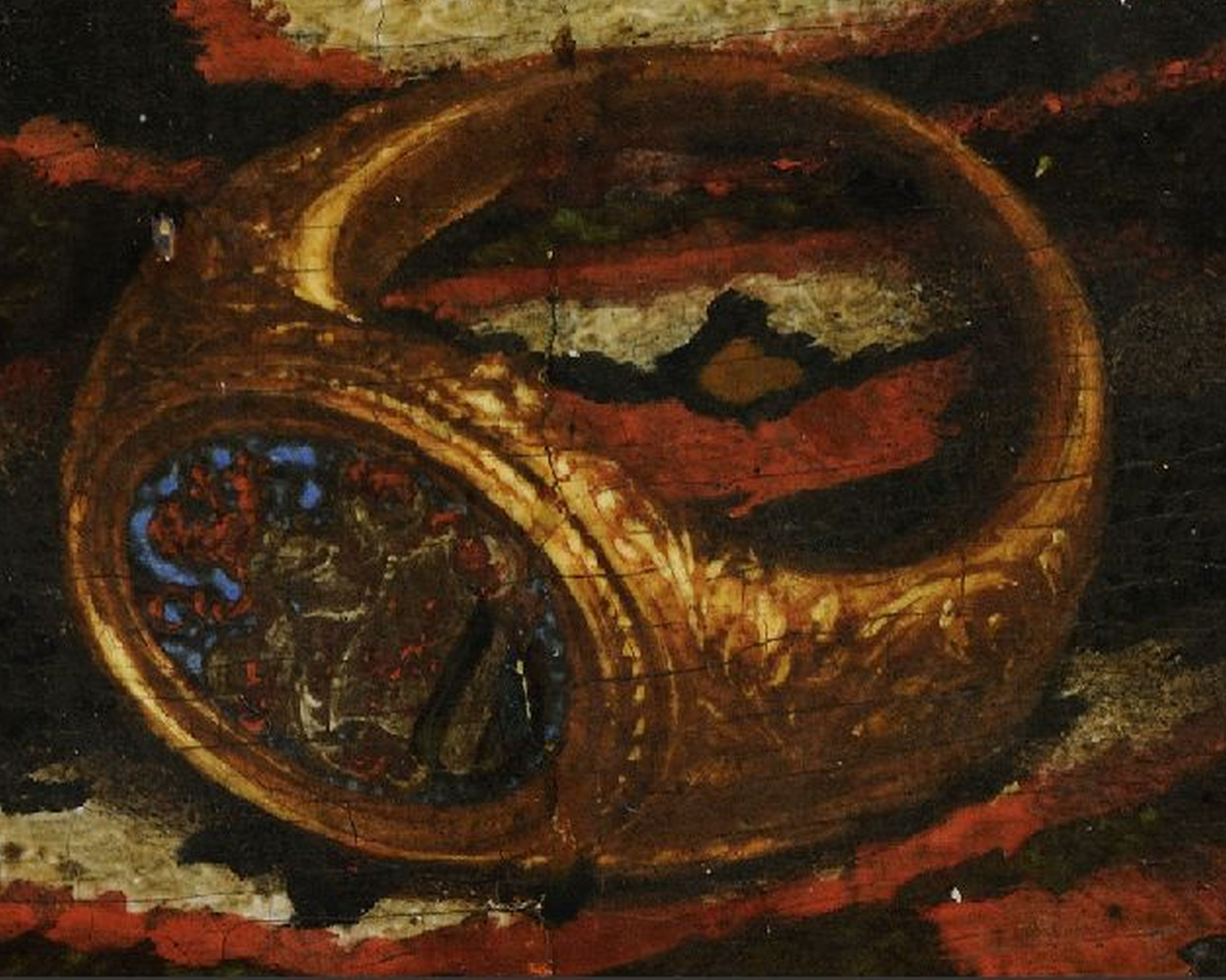
Перстень
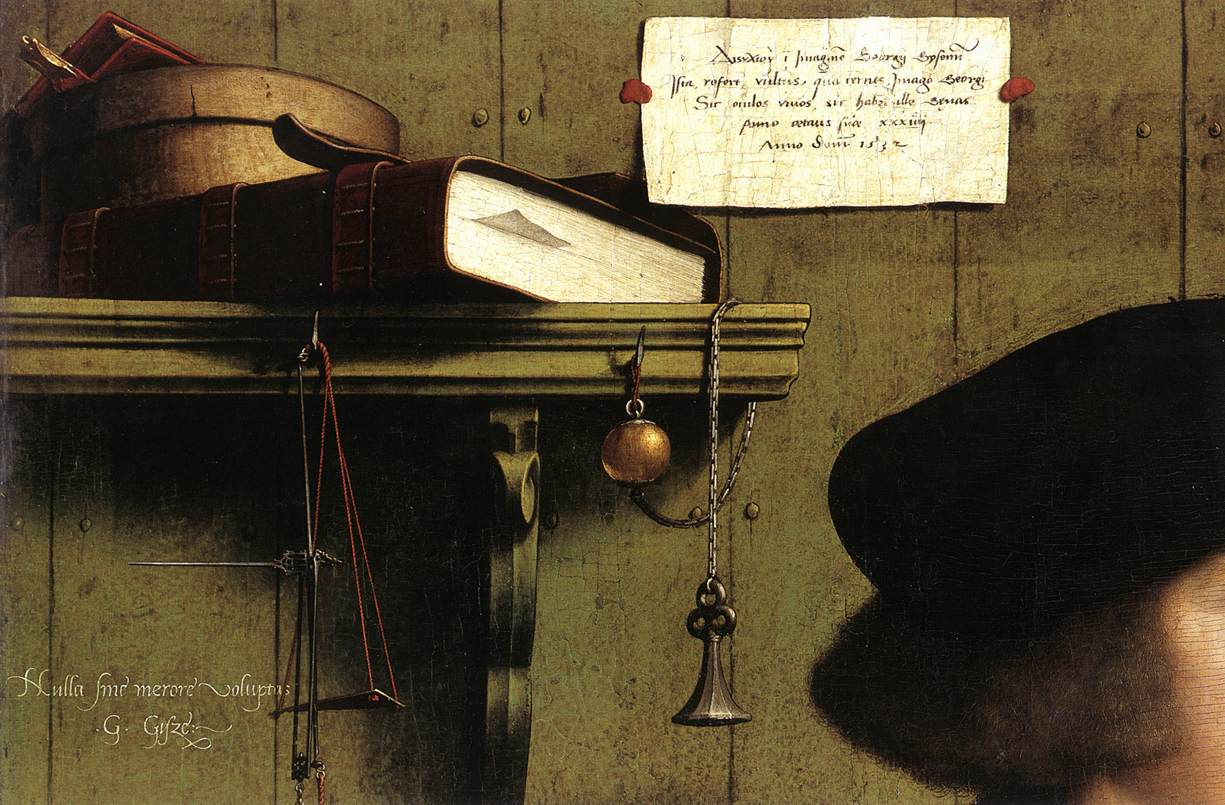
Часть интерьера